# 試鋳貨幣

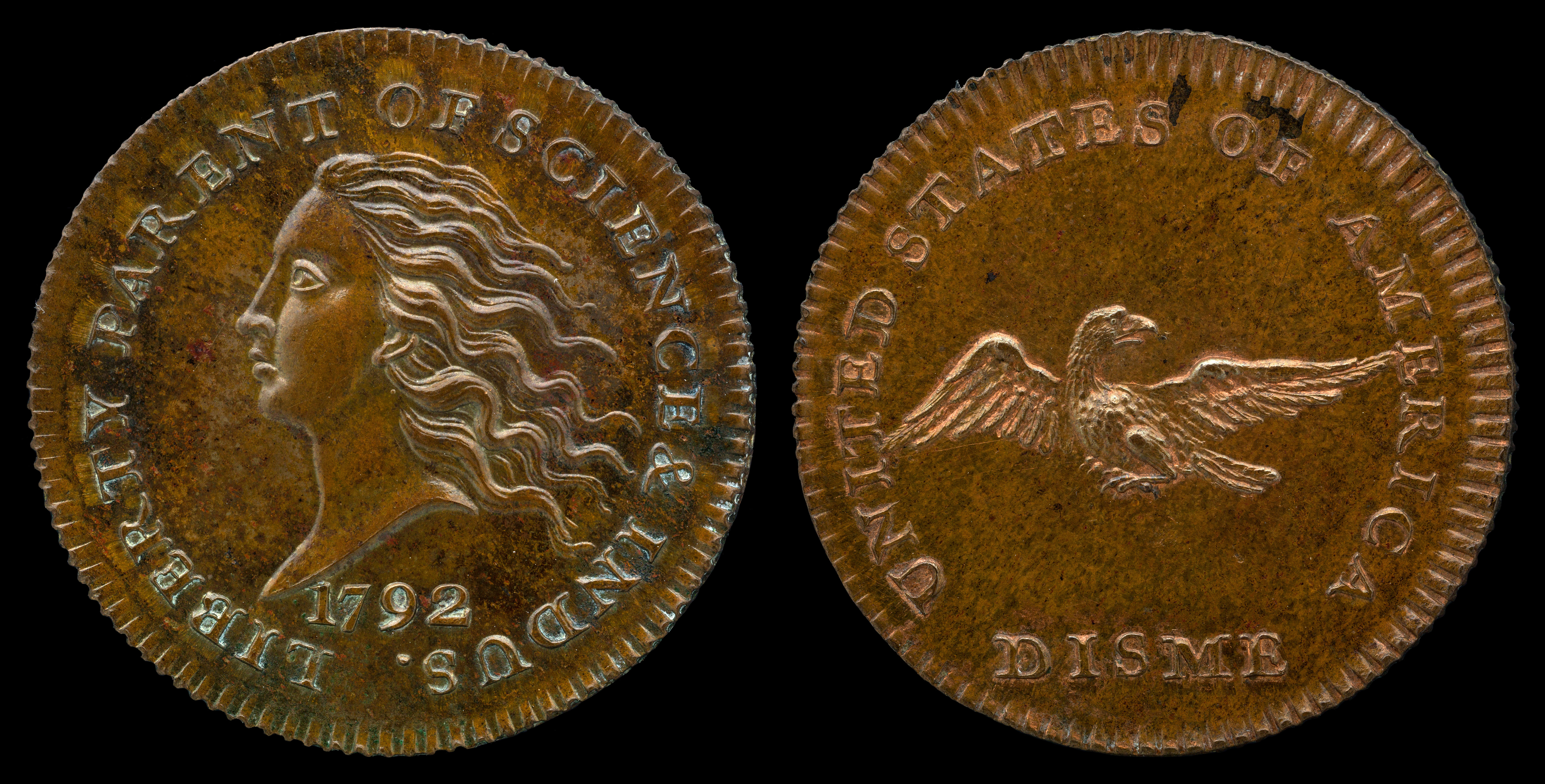
1792年銘1ダイム銀貨銅打。

試鋳貨幣（しちゅうかへい）は、新貨幣を発行する前に様々な図案、直径などの形式のものの中から新貨幣に採用すべきものを決定するにあたり試作される貨幣である。試作貨幣（しさくかへい）ともいう。このため通常は市場で使用されることは無い。
また、流通を前提として製造されたが、何らかの事情により発行には至らなかった不発行貨幣（ふはっこうかへい）とは異なるが、不発行貨の製造が少量にとどまり事実上の試鋳貨幣となることもある。

## 概要
貨幣（硬貨）の量目や材質は、本位貨幣制度の下では法令で定められていた。現在の日本では法令で定められているのは貨幣の額面であり、量目や材質などの様式は政令で定められている。
一方で貨面の模様や直径などの様式は法令、政令で定められているわけではなく、造幣局内で試作を重ねたうえで幾つかの候補の中から決定される。ここで試作される貨幣が試鋳貨幣である。

## 試鋳貨幣の例

### 江戸時代
江戸時代は基本的には金、銀、銭がそれぞれ両、匁、文の貨幣単位で変動相場で通用する三貨制度であったが、江戸時代後半から幕府の財政逼迫により出目を目的とした様々な定位貨幣が発行されるようになり、その際試作されたと思われる試鋳貨幣が現存している。
宝永5年（1708年）に寳永通寳が鋳造される際にも二字「寳永」や「永十」と鋳出された試鋳貨幣が造られている。幕末には各藩が様々な貨幣を密鋳したが、これらは地方貨幣と呼ばれ、これにも試鋳貨幣や、名目上は流通用であっても事実上は天保通寳などの出目の大きな銭貨を密造するための隠れ蓑として鋳造された土佐通寳や琉球通寳などもあった。

### 近代日本
試鋳貨幣の制作枚数は少なくとも2～3枚、多くとも10枚には達しないものと思われる。明治4年（1871年）の新貨条例の公布を前に、造幣局において様々な試鋳貨幣の制作が行われ、初期のものとしては本位貨幣を前提とした一圓銀貨、補助貨幣を前提とした十圓、五圓、二圓半金貨、半圓銀貨、四分一、十分一、二十分一銅貨などの凹彫刻のものがあった。これらは加納夏雄の肉彫により制作されたものであり、その見本貨幣は極印作成のためイギリスに送られたが、当時造幣寮の建築指導に当たっていたウォートルスはこの見本貨幣を見てその技術に驚嘆し、「これほどの名工がいるのに、わざわざイギリスに極印を外注する必要はあるまい」と述べたと言われる。
新貨条例公布により、本位金貨および補助銀貨が製造発行されたが、1銭、半銭、1厘の銅貨に付いては制定はされたものの、銅貨製造所の建設遅れのため本格的製造には至らず、少量の試鋳貨幣程度の製造にとどまった。貨幣の形式改正に伴う試鋳貨幣としては「1RIN」の代わりに「1MIL」と刻まれた一厘銅貨、通常のものとは模様が異なる明治七年（1874年）の五圓金貨、明治七年の試作貿易銀などが存在する。

#### 額面別の一覧
一厘、五厘、半銭、一銭、五銭、十銭、二十銭、五十銭、一円、五円、十円、五十円、五百円については各硬貨の項目の「未発行貨幣・試鋳貨幣等」を参照。ここではその他の額面のものについて示す。
二厘
- 二厘銅貨（品位：銅98%・錫1%・亜鉛1%、直径：8.18mm、量目：1.125g） - 明治18年銘。表裏の図柄は1873年発行の一厘銅貨と同様のデザイン。

二十五銭
表現は異なるが実質的に同一額面の「四分一円」も含む。
- 四分一円銀貨（品位：銀80%・銅20%、直径：23.33mm、量目：5.89g） - 明治2年銘の毛彫の試作貨。表面は旭日竜二十銭銀貨と大まかには同一のデザインで額面表記は「四分一」、裏面は中央の旭日を菊紋・桐紋それぞれ7つずつで囲んだものである[11]。またそれと大まかには同様のデザインで明治3年銘の打製の白銅製及び銅製の試鋳貨も存在する[11]。
- 八咫烏二十五銭銀貨 - 大正9年銘。貨幣法により1918年（大正7年）に制定された八咫烏五十銭銀貨・八咫烏十銭銀貨（本格製造され日銀に引き渡されたが流通せず）、及び八咫烏二十銭銀貨（試作のみ）と同様の図案だが、二十五銭銀貨については法令による制定はされていない。

二円半
- 太政官二円半金貨（品位：金90%・銅10%、直径：27.6mm、量目：17.96g） - 明治2年銘。片面には菊紋とその周囲に唐草と桐紋、もう片面には「太政官造幣局」の文字とその周囲に「明治二年金九分銅一分二圓半」の文字がある。
- 二円半金貨（品位：金90%・銅10%、直径：16.66mm、量目：3.64g） - 明治2年銘の毛彫の試作貨。表面は1871年（明治4年）発行の明治3年銘の二円金貨と大まかには同一のデザインで額面表記は「二圓半」、裏面は中央の旭日を菊紋・桐紋それぞれ5つずつで囲んだものである[11]。
- 二円半金貨（品位：金90%・銅10%、量目：3.3g） - 明治3年銘の打製の試作貨。表裏のデザインは上の貨幣とほぼ同様[11]。またそれと同じデザインの銅製の試鋳貨も存在する。

貿易銀
- 試作貿易銀（品位：銀90%・銅10%、直径：38.1mm、量目：27.19g） - ギザあり。表裏のデザインは1875年（明治8年）発行のものと同様であるが、明治7年銘で試作されている。
- 試作貿易銀（品位：銀90%・銅10%、直径：38.6mm、量目：27.22g） - ギザあり。明治7年銘。表面は発行貨と比べると竜図（阿竜）の周囲の点線がなく、「420 GRAINS. 900 FINE.」と「TRADE DOLLER」の文字が2段になっている点が異なる。裏面は発行されたものとほぼ同様だが、「貿易銀」の漢字が小さく、「銀」の字体が発行貨（金偏が増画）と異なり現在一般的な字体となっている点が異なる。

無額面
次に示すように、試鋳貨幣には時に額面が記されなかったり、額面が入ることが想定される部分が空白だったりすることもある。
- 無額面試作船図青銅貨（品位：銅・亜鉛・錫から成るが比率不明、直径：17mm、量目：1.7g） - 年銘部分は「昭和　年」と数字部分が空白となっている。表面には船図があしらわれており、裏面は鳳凰と「日本國」と年号（試作の五十円洋銀貨と同様）となっている[12]。
- 無額面試作鳳凰黄銅貨（品位：銅・亜鉛から成るが比率不明、直径：20mm、量目：3.2g） - 年銘部分は「昭和　年」と数字部分が空白となっている。表面は「試作」の文字のみ、裏面は鳳凰と「日本國」と年号（試作の五十円洋銀貨と同様）となっている[12]。
- 無額面試作鳳凰ニッケル貨 - 年銘部分は「昭和　年」と数字部分が空白となっている。表面は桐図、裏面は鳳凰図と「日本國」と年号となっており、試作の五十円洋銀貨の額面部分が空白となっているデザインである。
- 無額面試作ニッケル貨 - 年銘部分は「昭和　年」と数字部分が空白となっている。中央には有孔貨幣を想定したと見られる円があるが、穴は空いていない。表面は花輪のデザイン、裏面は右横書きの隷書体で「日本國」と年号。

### アメリカ
アメリカ合衆国では、1792年に貨幣法(Coinage Act of 1792)が制定され、フィラデルフィアに造幣局が設置されるにあたって、1ダイム銀貨や1/2ダイム銀貨などの試鋳貨幣が制作されたが、一般流通を前提としないため銀貨の試作であっても銅など異なる金属で造られた。
アメリカの本位金貨はイーグル（10ドル金貨）が基本で、1/2イーグル（5ドル金貨）および1/4イーグル（2.5ドル金貨）、およびダブルイーグル（20ドル金貨）が主流であったが、ラテン通貨同盟への直結を意識しフランスのナポレオン金貨20フランに相当するものとして、1879年から1880年にかけてステラ（4ドル金貨）が試作された。
この金貨は品位900/1000や量目の点で通常金貨とは異なり、金貨の表面に両目と構成金属、アメリカの州を表す「★6★G★.3★S★.7★C★7★G★R★A★M★S★」の文字が刻まれている。
ただし、試鋳貨幣としては比較的多く鋳造され、一般流通用金貨と同様に扱う見方もある。
| 試鋳貨幣の例                    | 試鋳貨幣の例                    | 試鋳貨幣の例                      | 試鋳貨幣の例           |
| ------------------------------- | ------------------------------- | --------------------------------- | ---------------------- |
| ソビエト連邦 1925年・10ルーブル | ソビエト連邦 1929年・50カペーク | オーストリア 1976年・1000シリング | アメリカ 1936年・1ドル |